# Geschiedenis van de provincie Antwerpen
De geschiedenis van de provincie Antwerpen begint in 1815 met het Verenigd Koninkrijk der Nederlanden. In de Franse tijd bestond het ook al, maar dan met de naam Twee Neten als departement van Frankrijk; tevoren was het een onderdeel van het hertogdom Brabant.

## Geschiedenis

### Verenigd Koninkrijk der Nederlanden
Sinds de vorming van het Verenigd Koninkrijk kent Antwerpen, met name de haven van Antwerpen, een periode van ongekende bloei. Dit dankzij het einde van de napoleontische oorlogen en de wederopenstelling van de Schelde.

### Belgische Omwenteling
Na de Belgische Revolutie volgt België een meer continentale politiek, waar met name Wallonië en Limburg voordeel aan hebben. Antwerpen maakt een depressie mee, omdat de handel moeilijker geworden is, mede door de gevoerde politiek.

### Eind 19e en begin 20e eeuw
Door haar ligging vlak bij Nederland, blijft in de provincie Antwerpen het Nederlands het sterkst beschermd tegen de verfransingspolitiek waartoe de regering had besloten. Geleidelijk wist de economie zich te herstellen en begon Antwerpen de aloude rivaal Rotterdam bij te benen. Na de Tweede Wereldoorlog komt Antwerpen in de 'Vlaamse industriële ruit' te liggen.